# Sistematika gmazova
Sljedeća sistematika gmazova navodi danas živuće takse gmazova do razine porodica
Razred: Gmazovi (Reptilia)
- Podrazred: Diapsidni gmazovi (Diapsida)
  - Nadred: Lepidosauria
    - Red: Rhynchocephalia
      -         -           - Porodica: Premosnici (Sphenodontidae)

    - Red: Ljuskaši (Squamata)
      - Podred: Amphisbaenia
        -           - Porodica: Amphisbaenidae
          - Porodica: Bipedidae
          - Porodica: Trogonophidae

      - Podred: Gušteri (Lacertilia/Sauria)
        - Natporodica: Iguania
          - Porodica: Leguani (Iguanidae)
          - Porodica: Agame (Agamidae)
          - Porodica: Kameleoni (Chamaeleonidae)

        - Natporodica: Gekkota
          - Porodica: Macaklini (Gekkonidae)
          - Porodica: Pygopodidae

        - Natporodica: Scincomorpha
          - Porodica: Rovaši (Scincidae)
          - Porodica: Anelytropsidae
          - Porodica: Dibamidae
          - Porodica: Cordylidae
          - Porodica: Gerrhosauridae
          - Porodica: Gušterice (Lacertidae)
          - Porodica: Teju gušteri (Teiidae)
          - Porodica: Xanthusiidae

        - Natporodica: Diploglossa
          - Porodica: Puzaši (Anguidae)
          - Porodica: Anniellidae
          - Porodica: Xenosauridae

        - Natporodica: Platynota
          - Porodica: Helodermatidae
          - Porodica: Varani (Varanidae)
          - Porodica: Lanthanotidae

      - Podred: Zmije (Serpentes)  -> Sistematika zmija
        - Natporodica: Boidea/Henophidia
          - Porodica: Kržljonoške (Boidae)
          - Porodica: Aniliidae
          - Porodica: Uropeltidae
          - Porodica: Xenopeltidae
          - Porodica: Acrochordidae

        - Natporodica: Scolecophidia
          - Porodica: Typhlopidae
          - Porodica: Leptotyphlopidae
          - Porodica: Anomalepidae

        - Natporodica: Caenophidia
          - Porodica: Guževi (Colubridae)
          - Porodica: Otrovni guževi (Elapidae)
          - Porodica: Ljutice (Viperidae)

  - Nadred: Archosauria
    - Red: Krokodili (Crocodilia)
      -         -           - Porodica: Aligatori (Alligatoridae)
          - Porodica: Pravi krokodili (Crocodylidae)
          - Porodica: Gavijali (Gavialidae)
- Podrazred: Anapsidni gmazovi
  -     - Red: Kornjače (Chelonia)  -> Sistematika kornjača
      - Podred: Pleurodira
        -           - Porodica: Pelomedusidae
          - Porodica: Chelidae

      - Podred: Cryptodira
        -           - Porodica: Chelydridae
          - Porodica: Dermatemydidae
          - Porodica: Kinosternidae
          - Porodica: Platysternidae
          - Porodica: Američke močvarne kornjače (Emydidae)
          - Porodica: Močvarne kornjače starog svijeta (Geoemydidae ranije Bataguridae)
          - Porodica: Kopnice ili kopnene kornjače (Testudinidae)
          - Porodica: Morskovodnice ili morske kornjače (Cheloniidae)
          - Porodica: Usminjače (Dermochelyidae)
          - Porodica: Carettochelyidae
          - Porodica: Trionychidae